# Supersjukhuset
Supersjukhuset (eng. Mighty Med) är en amerikansk TV-serie skapad av Jim Bernstein och Andy Schwartz som visas på Disney XD.

## Handling
De två kompisarna Kaz och Oliver älskar serietidningar om superhjältar. En dag hittar de ett hemligt sjukhus för superhjältar. Eftersom de vet så mycket om superhjältar så får de jobb där. Alla superhjältar kallar de som inte är superhjältar för "normisar". En superhjälte som ofta är med i programmet är en flicka som heter Skylar Storm.

### Huvudkaraktärer
- Bradley Steven Perry - Kaz
- Jake Short - Oliver
- Paris Berelc - Skylar Storm
- Devan Leos - Alan Diaz
- Augie Isaac - Gus

### Återkommande karaktärer
- Cozi Zuehlsdorff - Jordan
- Brooke Sorenson - Stephanie

### Supersjukhusets personal
- Carlos Lacámara - Dr. Horace Diaz
- Karan Soni - Benny
- Dirk Ellis - Lizard Man
- Jeremy Howard - Phillip
- Angela Martinez - The Newscaster
- Oliver Muirhead - Ambrose

### Superhjältar
- Jilon VanOver - Tecton
- Carly Hollas - Solar Flare II
- skådespelaren okänd- Incognito
- Brett Johnson - Blue Tornado
- Jeffrey James Lippold - The Crusher
- Napoleon Ryan som en människa, Troy Brenna som ett monster - Brain Matter
- Chris Elwood - Titanio
- Tiphani Abney - Mesmera
- skådespelaren okänd - Citadel
- Dwight David Howard - The Great Defender
- Bradley Dodds - Captain Atomic
- skådespelaren okänd - Mr. Quick
- Erica Arrias - Owl Girl
- Carlos Lacámara - Timeline
- Mike O'Hearn - Gray Granite
- Mike Bradecich - NeoCortex
- skådespelaren okänd - Surge
- skådespelaren okänd - Absolute Zero
- skådespelaren okänd - Snowstorm
- Debby Ryan -Remix
- skådespelaren okänd - Spotlight
- skådespelaren okänd - Alley Cat
- Windell D. Middlebrooks - Agent Blaylock
- Mike Beaver - Optimo
- Ben Giroux - Dark Warrior
- skådespelaren okänd - Valkira
- skådespelaren okänd - Gamma Girl
- Amicus - Röst Matt Nolan
- skådespelaren okänd - Harold
- skådespelaren okänd - Bubble Man
- Hapax the Elder - Devan Leos
- skådespelaren okänd - Dynamo
- skådespelaren okänd - Human Blade
- skådespelaren okänd - Scarlet Ace
- Bethany Levy - Queen Hornet
- skådespelaren okänd - Replikate
- skådespelaren okänd - Gravitas
- skådespelaren okänd - Lady Spectrum
- skådespelaren okänd - Skipper
- skådespelaren okänd - Arachnia
- Gianna LePera - Spark